# Victor Adamina
Victor Adamina (* 1889 oder 1890 in der Schweiz; † Juli 1958)  war ein Schweizer Fussballspieler.

## Karriere
Sein Verein war der BSC Young Boys. Mit ihm gewann er am 26. Juni 1910 auf dem Terrain Montriond in Lausanne durch einen 2:1-Erfolg gegen Servette FC Genève die Schweizer Meisterschaft. Adamina spielte als Verteidiger. Er bestritt 1913 zwei Länderspiele.